# Ermita de la Consolación (Luchente)
La Ermita de la Consolación situada en el camino de la Costa en el término municipal de Luchente (Provincia de Valencia, España) fue fundada en 1772, por unos peregrinos catalanes que frecuentaban el Monasterio en el paraje donde ya había existido una Ermita bajo la advocación de San Cosme y San Damián y en el lugar en que el “Camí de Costa” hace un repecho, ante una de las cruces votivas del siglo XIV y a medio camino entre la población y el convento. 
Al simbolismo del lugar se suma la concepción de templo oratorio en cruz griega y cúpula interior de media naranja, con todos los atributos y riquezas ornamentales, en clave popular, de su adscripción barroca, inserto en una austera edificación envolvente de orden cúbico relacionable con la más funcional arquitectura rural de su época y su patio asociado. 
Con la envolvente se solventa a cubierto la totalidad del programa complementario de un eremitorio: atrio, vivienda, capilla, camarín, sacristía, dependencias de acogida de peregrinos, etc. 
Se ha de añadir como elementos de interés, la imaginería, carpinterías, azulejos de Manises, frescos y vidrieras -atributos, en parte, de acertada factura moderna, de los años 70 del siglo XX. Las vidrieras de la capilla son del gran artista francés Alfred Manessier.